# Luke & Trooke
Luke & Trooke war ein Fanzine, das von 1995 bis 1998 in insgesamt neun Ausgaben in Münster erschien und eine Auflage von 1000 bis 2500 Stück besaß. Als Zusammenfassung auserwählter Beiträge wurde 1996 das Buch Haarige Eisen – Die wunderbare Welt von Luke & Trooke herausgegeben.

## Inhalt
Mit seinen humorvollen bis deftigen, aber auch politischen Beiträgen informierte es auf 24 bis 52 Seiten über die unterschiedlichsten Themen, die mitunter nicht ganz ernst zunehmen waren. Überschriften wie „GoldEselArsch“ oder „Am Tag bevor Rolf vom Gerüst fiel“ sprechen dabei für sich. Stellenweise wurde mit Comics gearbeitet, aber auch mit Fotos.

## Sonstiges
Der Heftpreis stieg mit jeder Ausgabe um 50 Pfennig – von anfangs 2 DM bis am Ende auf 5 DM. Das Titelblatt war farbig, aber alle Innenseiten in schwarz-weiß gedruckt. Mitarbeiter waren Holm Friebe, Martin Baaske, Carsten Bitzhenner, Mark-Stefan Tietze, Stephan Rürup, Corinna Stegemann, Jochen Schievink, Wolfgang Herrndorf, Jens Friebe und Jörg Steinhaus.
Eine Rubrik aus Luke & Trooke war laut eigener Angaben Namenspatron für das deutsche Weblog Riesenmaschine. Auch die Zentrale Intelligenz Agentur wurde im Jahr 1995 in Heft 3 erwähnt, sechs Jahre, bevor sie gegründet wurde.

## Verfügbarkeit
Im Jahr 1996 erschien das Buch Haarige Eisen – Die wunderbare Welt von Luke & Trooke, welches eine Auswahl von Artikeln und Comics aus den Heften enthält. Seit Oktober 2010 sind alle neun Ausgaben kostenlos im Internet verfügbar.